# العلاقات البلغارية الفلسطينية
العلاقات بين بلغاريا وفلسطين هي العلاقات الدولية بين بلغاريا وفلسطين. بدأت العلاقات الدبلوماسية في فبراير 1973.  كلا البلدين عضوان في الاتحاد من أجل المتوسط. اعترفت بلغاريا بإعلان الاستقلال الفلسطيني الصادر عن منظمة التحرير الفلسطينية عام 1988.

## التاريخ
في مارس 2018، زار الرئيس رومين راديف مدينة رام الله والتقى بالرئيس الفلسطيني محمود عباس. 
في يونيو 2018، قام رئيس الوزراء بويكو بوريسوف بزيارة رسمية إلى فلسطين، حيث التقى رئيس الوزراء الفلسطيني رامي الحمد الله. 